# Ackermann Fahrzeugbau
Ackermann Fahrzeugbau ist ein Hersteller von Aufliegern, Anhängern und Aufbauten und wurde 1850 von C. W. Ackermann im Wuppertaler Stadtteil Vohwinkel als Werkstatt für landwirtschaftliche Geräte gegründet.

## Geschichte

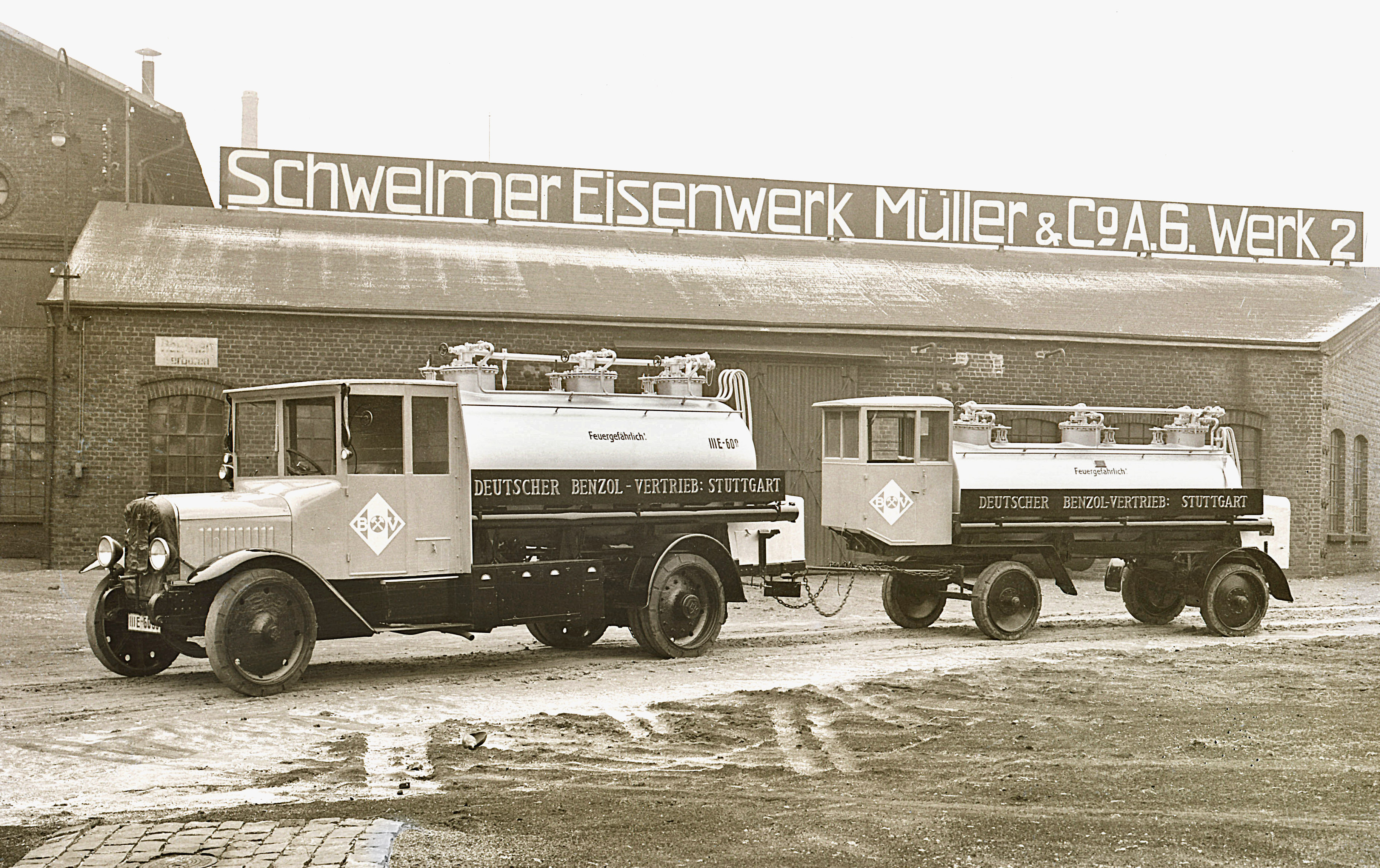
Tankwagenzug mit Anhänger Ackermann, Lkw Henschel und Aufbauten Schwelmer Eisenwerk Müller & Co., späte 1920er Jahre

In den Anfangsjahren wurden landwirtschaftliche Geräte produziert. Bald spezialisierte sich die junge Firma Ackermann auf den Bau von Pferde-Fuhrwerken für den Gütertransport. So wurde schon 1894 ein Plateauwagen mit 100 Tonnen Tragfähigkeit gebaut. In den Zeiten der Motorisierung weitete Ackermann Mitte der 1920er Jahre ihr Angebot auf den Lkw-Bereich aus und bot unter anderem Anhänger und Lkw-Aufbauten an. Der damals von Ackermann neu entwickelte Möbelwagen war so konstruiert, dass er auf einem Güterwagen der Deutschen Reichsbahn transportiert werden konnte. Die gerundeten Kanten am Wagendach dieser Möbelwagen wurden zum Markenzeichen von Ackermann.
Die von Ackermann entwickelten Möbelwagen und Omnibusse wurden sehr aufwendig in Stabholzkonzeption gebaut, durch diese waren auch andere Aufbauten und Anhänger für Lkw zum Transport verschiedener Güter tauglich.
Vor dem Zweiten Weltkrieg experimentierte Ackermann bereits mit der wesentlich leichteren und produktionstechnisch revolutionären Aluminium-Zellenbauweise. 1948 entwickelten Carl Wilhelm Kölker und Bernd Thiele den ersten Anhänger in Aluminium-Zellenbauweise, zum hundertjährigen Jubiläum 1950 wurde auf diese Bauweise das Patent mit der Nummer 804159 erteilt. Die ersten Fahrzeuge in Aluminium-Zellenbauweise waren die Pullman-Möbelwagen von Ackermann, diese wurden auf einem Lastwagen von verschiedenen Herstellern, wie beispielsweise von Daimler-Benz, MAN, Büssing, Borgward oder Magirus-Deutz, montiert. Ackermann baute ein Chassis mit Möbelkofferaufbau und montierte dieses auf die gelieferten Lkw-Rahmen. Diese Aufbauten wurden noch mit dem geflügelten Logo vorn an der oberen seitlichen Kofferkante versehen. 
Für die Herstellung der sogenannten Thermoswagen experimentierte Ackermann bereits in den 1960er Jahren zusammen mit einigen Kühltransport-Speditionen; daraus wurden später die heutigen Kühlwagen für den Nutzfahrzeugbereich.
Ackermann baute auch Sattelauflieger für den Behälterverkehr der Deutschen Bundesbahn. Für den Transport der pa-Behälter bzw. Mittelcontainer entwickelte Ackermann einen speziellen Sattelauflieger für die Straßenzustellfahrzeuge. Dieser Auflieger, ein Ackermann B 900, konnte einen Behälter befördern, war vollhydraulisch und hatte einen höhenverstellbaren Schwenkrahmen. Siehe hierzu auch: Eisenbahn Behälter-Tragwagen für pa-Behälter
1965 stellte Ackermann das AWL-System (Ackermann-Wechsel-Lader) vor, wobei der Lkw-Fahrer ohne fremde Hilfe einen Wechselaufbau vom Lkw aufnehmen und absetzen konnte. Dieses Wechselsystem wurde von verschiedenen Herstellern weiterentwickelt. 

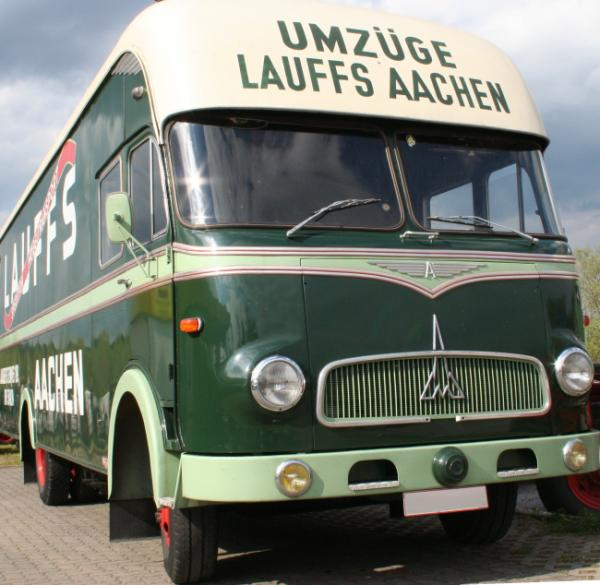
Magirus-Deutz-Möbeltransporter mit Ackermann-Aufbau

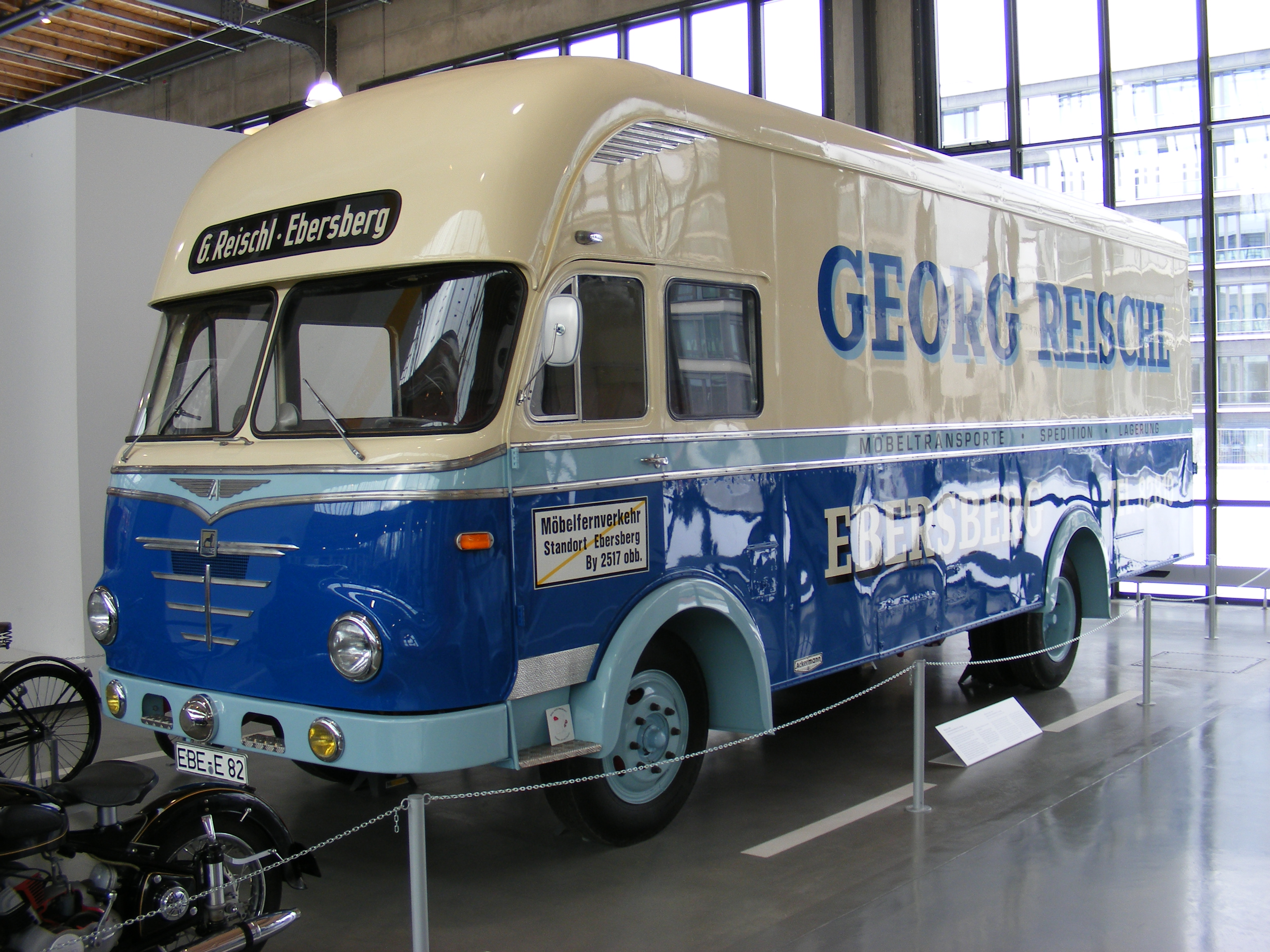
Büssing-Fahrgestell mit Ackermann-Aufbau, Möbeltransporter im „Möbelfernverkehr Standort Eberberg“, gekennzeichnet durch gelben Strich

Ackermann erwarb 1966 in Wolfhagen bei Kassel einen neuen Produktionsstandort. Dort wurden Verbund-Kunststoff-Elemente der Kofferaufbauten wie für Lebensmittel- und Kühltransporte produziert. Ab etwa 1970 kamen die Isolier-Kofferaufbauten zum Programm hinzu, hierfür wurden auch in Wolfhagen die benötigten Verbund-Kunststoff-Elemente vorproduziert und in Wuppertal zusammengebaut. Durch diese Produktionstechnik wurde Ackermann in den nachfolgenden Jahren zu einem der führenden Hersteller für geschlossene Kofferaufbauten in Deutschland.
1972 wurde die Ackermann-Fruehauf GmbH gegründet, die aus fünf Werken mit den Standorten Wuppertal-Vohwinkel, Treis an der Mosel, Wolfhagen, Schierling (Oberpfalz) und Hamburg bestand und bis 1992 von Karl-Martin Bensch geleitet wurde. Ein Ziel der Ackermann-Fruehauf GmbH war die Vergrößerung des Lkw-Ladevolumens bei gleichbleibender Lastzuglänge. 
1979 wurde am Standort Wuppertal der erste serienmäßige „Großraum-Lastzug“ entwickelt. Die Anregung dazu bekam Ackermann 1977 auf der IAA bei einem X90-Pilotprojekt von MAN, wo der dort ausgestellte Lkw mit einem zusätzlich aufgesetzten Schlafkabinenabteil zu sehen war. Ackermann entwickelte eine Schlafkabine, die auf einem Lkw-Fahrerhaus aufgebaut wurde; diese Ackermann-Kreation wurde in Fachkreisen als so genannter „Topsleeper“ viel beachtet. Von den Fernfahrern wurde diese Schlafmöglichkeit grundsätzlich abgelehnt, weil der Fahrer durch ein kleines Loch klettern musste, um in die auf das Fahrerhaus aufgesetzte Kunststoff-Schlafkabine zu gelangen. Zudem war die Dachaufsatzkabine nur schlecht belüftet. Aus diesen Gründen wurde der Lkw-Jumbozug auch ohne „Topsleeper“ ausgeliefert. Durch die Schlafkabine auf dem Fahrerhaus wurden rund 600 mm an Ladefläche gewonnen, durch die sehr kurze Deichsel waren es dann insgesamt 1.500 mm. 
Im Jahr 1986 wurde von Ackermann erstmals der Typ EZ 70 mit einem Zentralachsanhänger vorgestellt. Dieser wurde an eine tief unter dem Zugwagenaufbau angebrachte kleine Sattelkupplung angekoppelt und damit auf eine einfache, robuste Weise der Abstand von Zugwagen zum Anhänger bei Geradeauslauf bis auf 750 mm reduziert. Mit der Waggonfabrik Talbot wurde ein System entwickelt, mit dem der Sattelauflieger mit Hilfe der vorn und hinten untergeschobenen Eisenbahnfahrgestelle als eine Art Güterwaggon in Zugkompositionen auf Schienen gefahren werden konnte. Auch wurden moderne Tiefkühlauflieger weiterentwickelt, die den Markt revolutionieren sollten.
1987 wurden Produktion und Verwaltung von Wuppertal nach Kerpen-Sindorf bei Köln verlegt. 1987 gliederte die Fruehauf Corporation ihre europäischen Werke aus, diese gingen Anfang 1988 in Paris in der neuen europäischen „Ackermann-Fruehauf-Gruppe“ auf. Diese europäische Gesellschaft für den Bau von Sattelaufliegern produzierte in Frankreich, Großbritannien, den Niederlanden und in Deutschland. Die Ackermann-Fruehauf-Gruppe hatte einen Marktanteil von 25 %. 1991 wurde die Karosserie- und Fahrzeugbau GmbH in Oschersleben gekauft. Im Jahr 1992 wurden die konkurrierenden Systeme „Kombitrailer“ und „Semirail“ zum einheitlichen europäischen System „Kombirail“ zusammengeführt.
Nach dem Boom durch die deutsche Wiedervereinigung sowie Turbulenzen im US-Markt ging die Auftragslage stetig zurück; im April 1996 wurde ein Vergleichsantrag gestellt. Dieser konnte in ein Insolvenzverfahren umgewandelt werden, was zum Ende der Ackermann-Fruehauf-Gruppe führte.

## Neuanfang
1996 stieg die Gesco AG in die Ackermann Fahrzeugbau GmbH in Wolfhagen ein und produziert Bausätze für geschlossene Aufbauten. Die Palette reicht von Sperrholzkoffern über Aluminiumkoffer (z. B. für Möbel- oder Kleidertransport) bis hin zu isolierten Aufbauten für den temperaturgeführten Transport. Das Werk in Wolfhagen wurde 2012 von Schneider-AluTeam aus Bielefeld übernommen. Weiter wurde die Ackermann Fahrzeugbau Oschersleben GmbH gegründet, die Aufbauten, Anhänger und Auflieger für VW-Nutzfahrzeuge produziert.

## Belege
1. ↑  Schneider-AluTeam übernimmt Ackermann. In: verkehrsrundschau.de. 4. Mai 2012, ehemals im Original (nicht mehr online verfügbar); abgerufen am 9. August 2020 (englisch). (Seite nicht mehr abrufbar. Suche in Webarchiven)
2. ↑  Nicht zu verwechseln mit Ackermann GmbH Aufbauten & Fahrzeugvertrieb in 87700 Memmingen

- Deutsche Bundesbahn (Hrsg.): Güterwagen, Großbehälter, Straßenroller. Werbe- und Auskunftsamt für den Personen- und Güterverkehr, Frankfurt (Main) 1965.